# Juliane de Fontevrault
Juliane de Fontevrault (* um 1090; † nach 1136) war eine uneheliche Tochter des englischen Königs Heinrich I. und seiner Geliebten Ansfride. Julianes Biographie ist in der Historia Ecclesiastica des Chronisten Ordericus Vitalis überliefert.

## Leben
Um das Jahr 1103 heiratete Juliane den normannischen Adligen Eustache de Pacy, Herr von Pacy, Breteuil und Pont-Saint-Pierre, aus der Familie FitzOsbern. Mit ihm hatte sie die Söhne Guillaume († 1153) und Roger sowie zwei Töchter.
Juliane erhielt anlässlich ihrer Ehe von ihrem Vater die Burg von Ivry als Mitgift. Damit sollte auch ein andauernder Konflikt ihres Mannes beigelegt werden. Denn Ivry gehörte noch dessen Vater, der aber diese Burg nach unterlegenem Kampf an seinen Rivalen und Schwiegersohn Ascelin Goël abtreten musste. Als zusätzliche Sicherheit bekamen Juliane und Eustache den Sohn des königlichen Constable von Ivry, Ralph Harnec, als Geisel gestellt, um sich dessen Loyalität zu versichern. Das Paar musste im Gegenzug ihre Töchter als Unterpfand ihrer Treue an den Hof des Königs geben.
Im Jahr 1118 ließ Eustache den jungen Harnec blenden, vermutlich wurde er von Amaury III. de Montfort zu dieser Tat bewogen. Montfort war einer der führenden Köpfe einer Adelsopposition, welcher sich Eustache wohl angeschlossen hatte, die sich in diesem Jahr zur offenen Revolte gegen den König erhob mit dem Ziel, Wilhelm Clito auf den Thron der Normandie zu heben. Ralph Harnec forderte nun beim König sein Recht auf Vergeltung ein, hatte er sich doch keines Vergehens gegen Eustache und Juliane schuldig gemacht, welches die Behandlung seines Sohnes rechtfertigten könnte. Der König gab Harnecs Gesuch nach und billigte die Marterung der Töchter Eustaches, seiner eigenen Enkelkinder. Harnec blendete diese und schnitt ihnen die Nasen ab.

### Gegen den Vater
Im Winter 1118 landete der König mit einem Heer in der Normandie und nahm die Niederwerfung des Aufstandes auf. Während Eustache die Burg von Pacy in Verteidigungsbereitschaft versetzte, verschanzte sich Juliane in der Burg von Breteuil. Als der König im Februar 1119 vor Breteuil lagerte, erbat er bei seiner Tochter die Aufnahme von Verhandlungen, da er nicht gegen das eigene Kind kämpfen wollte. Juliane nahm das Angebot zum Schein an, doch als der König mit seinen Unterhändlern sich dem Tor der Burg näherte, schoss Juliane mit einer Armbrust auf ihren Vater. Der Bolzen verfehlte sein Ziel und der König musste die Burg im Kampf nehmen. Juliane wurde von den Männern des Königs gefangen genommen, der erlaubte seiner Tochter freien Abzug zu ihrem Ehemann nach Pacy, allerdings musste sie zu ihrer eigenen Scham und Belustigung der Ritter ihres Vaters mit entblößtem Gesäß voraus von der Burgmauer in das kalte Wasser des Burggrabens springen. Nach einer anderen Interpretation dieser Episode sprang Juliane noch während des Kampfes in den Graben, um einer Gefangennahme durch ihren Vater zu entgehen, und blamierte sich dabei, weil ihr Kleid während des Falls aufwirbelte. Im Juni 1119 ging auch die Burg von Pont-Saint-Pierre verloren, da sie der König niederbrannte.
Bis zum Jahresende gelang es König Heinrich, seine Herrschaft in der Normandie wieder zu festigen, nicht zuletzt durch einen Sieg am 20. August über Clito und dessen Verbündeten König Ludwig VI. von Frankreich in der Schlacht von Brémule. Im Oktober söhnte sich der König mit dem normannischen Adel aus und verzieh dabei seiner Tochter und ihrem Mann. Juliane und Eustache konnten jedoch nur Pacy behalten, die Burg von Ivry wurde wieder der Goël-Familie übergeben, Breteuil übernahm Julianes Bruder Richard. Nachdem dieser aber im November 1120 zusammen mit beider Halbbruder William Ætheling beim Untergang des weißen Schiffs ertrank, gab der König Breteuil 1121 an Robert de Beaumont, 2. Earl of Leicester, der mit einer Cousine Eustaches verheiratet war.
Nach dem Tod ihres Mannes 1136 zog sich Juliane als Nonne in die Abtei Fontevrault zurück.